# Hipacrosaure
L'hipacrosaure (Hypacrosaurus, "el llangardaix quasi més alt" del grec υπο-/hypo-, "menys"; i ακρος/akros, "alt"; ja que era quasi tan gran com el tiranosaure) és un gènere de dinosaure hadrosàurid (dinosaures de bec d'ànec) externament similar al coritosaure. Com el coritosaure, tenia una cresta alta, buida i arrodonida, tot i que no tan llarga i recta. Aquest animal es coneix a partir de restes de dues espècies que visqueren fa entre 76 i 68 milions d'anys, al Cretaci superior, en el que actualment és Alberta, Canadà, i Montana, Estats Units, i és l'últim bec d'anec amb cresta buida que es coneix de bones restes a Nord-amèrica. Fou un gènere obscur fins a la descprició de nius, ous, i postes pertanyents a H. stebingeri a la dècada de 1990.